# Буркарт, Эрика
Эрика Буркарт (нем. Erika Burkart, 8 февраля 1922, Арау — 14 апреля 2010, Мури) — швейцарская писательница, писала на немецком языке.

## Биография
Отец — путешественник, охотник и писатель, автор записок о Южной Америке; мать — учительница. Эрика в течение десяти лет тоже работала в сельской школе. Путешествовала по Европе. С 1956 года занималась только литературой. До конца жизни жила в доме своей семьи, прежде принадлежавшем настоятелю монастыря в Мури (отец держал в нём гостиницу).
Муж — швейцарский писатель Эрнст Хальтер (род. 1938).

## Произведения

### Книги стихов
- Темная птица/ Der dunkle Vogel, 1953
- Sterngefährten, 1955
- Bann und Flug, 1956
- Дух полёта/ Geist der Fluren, 1958
- Спасённая земля/ Die gerettete Erde, 1960
- Mit den Augen der Kore, 1962
- Я живу/ Ich lebe, 1964
- Die weichenden Ufer, 1967
- Fernkristall, Ausgewählte Gedichte, 1972
- Die Transparenz der Scherben, 1973
- Das Licht im Kahlschlag, 1977
- Очевидец. Избранные стихотворения/ Augenzeuge, Ausgewählte Gedichte, 1978
- Die Freiheit der Nacht, 1982
- Sternbild des Kindes, 1984
- Минута молчания/ Schweigeminute, 1988
- Ich suche den blauen Mohn, Pflanzengedichte, 1989
- Die Zärtlichkeit der Schatten, 1991
- Stille fernster Rückruf, 1997
- Медленное движение/ Langsamer Satz, 2002
- Ortlose Nähe, 2005
- Geheimbrief, 2009
- Geheimbund der Stille — ein Lyrik-Abtausch aus 15 Jahren, (mit Mischa Vetere), 2010
- Das späte Erkennen der Zeichen, 2010
- Nachtschicht / Schattenzone, (mit Ernst Halter), 2010

### Проза
- Морена/ Moräne, Roman, 1970
- Jemand entfernt sich, Erzählungen, 1972
- Rufweite, 1975
- Der Weg zu den Schafen, Roman, 1979
- Игры сознания/ Die Spiele der Erkenntnis, 1985
- Das Schimmern der Flügel, 1994
- Grundwasserstrom. Aufzeichnungen, 2000
- Die Vikarin, 2006

## Признание
Премии Дросте (1957), Конрада Фердинанда Мейера (1961), Pro Argovia (1964), Готфрида Келлера (1992), Большая Шиллеровская премия (2005) и многие другие награды. Носила почетный титул сенатора кантона Аргау.
Стихи Буркарт переведены на многие языки, среди её переводчиков на французский — Анна Перье, Филипп Жакоте, Жан-Ив Массон.
На её стихи писали музыку Готтфрид фон Айнем, Герд Кюр и др. композиторы.

## Публикации на русском языке
- Из современной швейцарской поэзии. М.: Прогресс, 1981
- Однажды я была птицей…/ Пер. и вступление Е.Соколовой